# Strata z tytułu niewykonania zobowiązania
Strata z tytułu niewykonania zobowiązania (ang. Loss Given Default, LGD) – oznacza stosunek straty na ekspozycji z powodu niewykonania zobowiązania przez kontrahenta do kwoty należności w chwili niewykonania zobowiązania.
Wielkość LGD jest ściśle związana z wskaźnikiem odzyskania należności (recovery rate). Suma tego wskaźnika i LGD to 100%.
Wysokość LGD zależy od: jakości i typu zabezpieczenia kredytu, wysokości kosztów windykacji, długości postępowania egzekucyjnego. Im mniejsza jakość i wartość zabezpieczenia, tym większa jest wielkość LGD.
LGD jest jednym z parametrów ryzyka wykorzystywanym do kalkulacji kapitału ekonomicznego lub kapitału regulacyjnego. Służy do pomiaru ryzyka w modelu szacowania ryzyka kredytowego zgodnie z Basel II w modelu Straty oczekiwanej (Expected Loss).